# Xenerpestes
Xenerpestes es un género de aves paseriformes perteneciente a la familia Furnariidae, que agrupa a un par de especies nativas de América del Sur y del extremo meridional de América Central, extendiéndose desde el sureste de Panamá hasta el norte de Perú. Sus miembros son conocidos popularmente como colagrises.

## Etimología
El nombre genérico masculino «Xenerpestes» se compone de las palabras del griego «ξενος xenos»: extraño, y «ἑρπηστης herpēstēs »: trepador.

## Características
Los colagrises son dos furnáridos pequeños, midiendo alrededor de 11 cm de longitud, oscuros, principalmente grises (por lo tanto atípicos dentro de su familia), escasos y confinados en el dosel de selvas húmedas del noroeste de América del Sur.

## Lista de especies
Según las clasificaciones del Congreso Ornitológico Internacional (IOC) y Clements Checklist, el género agrupa a las siguientes especies con el respectivo nombre popular de acuerdo con la Sociedad Española de Ornitología (SEO):
| Imagen | Nombre científico      | Autor                           | Nombre común     | EC(*) |
| ------ | ---------------------- | ------------------------------- | ---------------- | ----- |
|        | Xenerpestes minlosi    | Berlepsch, 1886                 | colagrís norteño | LC    |
|        | Xenerpestes singularis | (Taczanowski y Berlepsch, 1885) | colagrís sureño  | NT    |

(*) Estado de conservación

## Taxonomía
Los datos genéticos indican que el presente género es hermano de Metopothrix, con el género Acrobatornis hermano a este grupo.